# Лёгкие крейсера типа «Мендес Нуньес»
Лёгкие крейсера типа «Мендес Нуньес» — тип лёгких крейсеров испанского флота. Всего построено 2 единицы: «Мендес Нуньес» (Mendes Nunes) и «Блас де Лесо» (Blas de Lezo). Развитие британского проекта «Каледон».

## Конструкция
Имея всего 6 орудий калибра 152 мм (из которых в бортовом залпе могли участвовать только 4) и скорость в 29 узлов, эти крейсера уже к началу 30-х годов считались устаревшими.

## Служба
«Мендес Нуньес» — заложен 28 февраля 1917 г., спущен 3 марта 1923 г., вошёл в строй в мае 1925 г.
«Блас де Лесо» — спущен 27 июля 1922 г., вошёл в строй в марте 1925 г. Погиб в 1932 году, когда на маневрах повредил корпус при ударе о подводную скалу.